# Dichiton integerrimum
Dichiton integerrimum là một loài rêu tản trong họ Cephaloziellaceae. Loài này được (Lindb.) H. Buch miêu tả khoa học lần đầu tiên năm 1936.